# Sylwester Bednarek
Sylwester Bednarek (* 28. dubna 1989, Lodž) je polský sportovec, atlet, jehož specializací je skok do výšky.

## Kariéra
V roce 2008 získal na domácí půdě v Bydhošti stříbrnou medaili na juniorském mistrovství světa. O rok později v litevském Kaunasu získal zlatou medaili na evropském šampionátu do 23 let.
V roce 2009 vybojoval na světovém šampionátu v Berlíně společně s Němcem Raúlem Spankem bronzovou medaili. Na Mistrovství Evropy v atletice 2010 v Barceloně se kvalifikoval do finále, kde obsadil výkonem 219 cm 10. místo.
Jeho zatím největším úspěchem je titul halového mistra Evropy ve skoku do výšky z roku 2017. Na světovém halovém šampionátu v následující sezóně obsadil mezi výškaři páté místo.

## Osobní rekordy
- hala – 233 cm – 2017
- venku – 232 cm – 2009